# 小福斯
小福斯（法語：La Petite-Fosse，法語發音：[la pətit fos] ⓘ）是法国大東部大區孚日省的一个市镇，与大福斯相邻，属于孚日圣迪耶区。

## 地理
小福斯（48°19'14"N, 7°3'12"E）面积5.04 平方千米，位于法国大東部大區孚日省，该省份为法国东北部内陆省份，北起默兹省和默尔特-摩泽尔省，西接上马恩省，南至上索恩省和贝尔福地区省，东临上莱茵省和下莱茵省。
与小福斯接壤的市镇（或旧市镇、城区）包括：大福斯、邦德萨、勒伯莱、弗拉佩勒、奈蒙莱福斯、普罗旺谢尔和科尔鲁瓦。

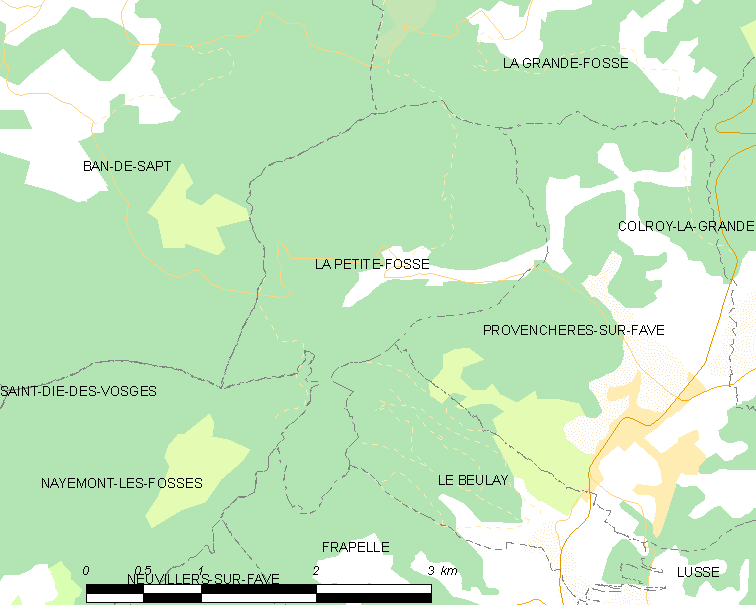
小福斯的OSM定位图

小福斯的时区为UTC+01:00、UTC+02:00（夏令时）。

## 行政
小福斯的邮政编码为88490，INSEE市镇编码为88345。

## 政治
小福斯所属的省级选区为孚日圣迪耶第二县。

## 人口

1962-2008年间小福斯人口变化图示

小福斯于2022年1月1日时的人口数量为84人。